# 貿易保険
貿易保険（ぼうえきほけん）とは、貿易や対外直接投資にかかる非常危険、信用危険を填補する保険である。

## 概要
海外との取引においては、一般の海上保険でカバーされる航海危険（沈没、座礁、水濡れ、毀損、強盗、火災、不着など）のみならず、戦争、革命、内乱、テロ、相手国の輸入制限・輸入禁止・債務繰り延べ、為替取引の制限・禁止などの非常危険や、相手方の破産等による代金回収不能、相手方が外国政府である場合の一方的契約破棄等の信用危険をともなう。非常危険、信用危険はいったん発生すると支払い保険料が多額に上るため、民間の保険会社は引き受けることが困難である。このため、各国においては、貿易・投資促進政策の一環として、政府または政府機関が貿易保険制度を運営している。
日本においては、1950年以降通商産業省が直接運営してきたが、2001年の中央省庁再編に伴い、株式会社日本貿易保険が元受を行い、国（経済産業省）が再保険を実施している。

## 種類
日本貿易保険が運営している貿易保険には以下のようなものがある。

### 貿易一般保険
輸出、仲介貿易、技術供与、ライセンス契約などにおける以下の危険による損失を填補する保険。もっとも取扱量が多い代表的な貿易保険である。
- 非常危険、信用保険の発生による輸出不能
- 非常危険の発生により、航路や到着港を変更し、運賃や保険料が超過したことによる増加費用
- 非常危険、信用危険による輸出代金回収の不能

### 貿易代金貸付保険
非常危険・信用危険により、輸出相手に貸付けた輸出代金・仲介貿易代金の回収が不能になることによる損失を填補する保険。

### 輸出手形保険
銀行が買い取った荷為替手形の不渡りによる銀行等の損失を填補する保険。

### 輸出保証保険
銀行が保証する入札保証（ビッド・ボンド）、契約履行保証（パフォーマンス・ボンド）、前受金返還保証（リファンド・ボンド）に係るリスクを填補する保険。具体的には、海外における大規模プロジェクトの入札に日本企業が参加する場合、落札者は工事の履行を保証する旨の保証状（ボンド）を要求されるため、銀行等に保証状の発行を依頼することになるが、当該履行ができなかった場合に保証金を支払うリスクを填補する。

### 前払輸入保険
前払輸入を行う場合に、前払金支払い後に輸出者の倒産等で輸入ができなくなった場合に、当該前払金の損失を填補する保険。

### 海外投資保険
日本企業が海外投資に関して保有する資産（株式、不動産等）が政府による収用・権利侵害、戦争や天災による破壊などの非常危険による損害を受ける場合のリスクを填補する保険。保険期間は最低3年以上、最長15年以内の範囲で設定でき、すでに保有している資産についても付保できる。

### 海外事業資金貸付保険
日本の企業が外国法人・外国政府に対して行う事業資金に関して、非常危険・信用危険により貸付金元本・利子が償還できなくなった場合、または保証債務を履行したことによる損失を填補する保険。

## 貿易保険の実績
日本貿易保険の2003年度の実績報告によると、2003年度の貿易保険の引受実績は11兆1193億2300万円となっており、そのうちの97.1%は貿易一般保険である。
地域別には、アジア、欧州、北中米合計で全体の92.2%を占めている。国別では、1位はアメリカ、2位は中国である。

## 諸外国の貿易保険制度
経済産業省作成の資料によれば、諸外国における貿易保険制度は、以下のパターンに分類される。
政府の一部門が実施
英国等 英国では貿易産業省の一部局である輸出信用保証庁（Export Credits Guarantee Department）が実施。なお、2001年に日本貿易保険が発足する以前の日本もこの方式であった（通商産業省貿易局が直接実施）。
政府が設立した機関が実施
米国輸出入銀行 (Export-Import Bank of the United States) 及び海外民間投資公社 (Overseas Private Investment Corporation) の2政府機関が行っている米国がこの例。（特殊会社）株式会社日本貿易保険が実施している日本の場合もこの分類に該当。
政府が民間保険会社に業務委託して実施
ドイツ政府が民間保険会社であるユーラーヘルメス (Euler Hermes) 、フランス政府が同じく民間保険会社のコファス (Coface) に業務委託して実施しているのがこの例。なお、EU諸国においては、EU指令により、先進諸国向けの短期信用・非常危険については民間事業者が取り扱うこととされており、前出のユーラーヘルメス、コファス、アトラディウスなどの大手保険会社が取引信用保険を実施している。
参考：経済産業省「貿易保険分野における官民のあり方検討委員会」（第一回）　配付資料「諸外国の貿易保険体制及び民間保険会社の動向」

## 今後の貿易保険の方向性
日本政府は、2005年3月の「規制改革・民間開放推進3カ年計画」の中で、規制緩和策の一環として民間保険会社の貿易保険引受業務参入を正式に認めた。これに伴い、日本の損保会社（東京海上日動火災、損保ジャパン、三井住友海上火災、あいおい損害保険）および外資損保会社（ユーラーヘルメス信用保険会社、コファスジャパン信用保険会社、アトラディウス信用保険会社、AIU保険会社、チューリッヒインシュランスカンパニー、フェデラルインシュアランス・カンパニー）が、輸出信用保険の引受を開始している。
株式会社日本貿易保険も、第2期中期目標（平成17年4月～平成21年3月）の中で、「民間でできることは民間に委ねる」の観点から、民間保険会社による参入の円滑化のための環境整備に努めることとしており、今後も民間保険会社の貿易保険参入が進む可能性がある。